# Hofmeierhaus Sankt-Magnus-Straße 70
Das Hofmeierhaus Sankt-Magnus-Straße 70 in der niedersächsischen Gemeinde Ritterhude, Ortsteil Platjenwerbe, wurde 1921 errichtet. Aktuell (2025) wird es als Wohnhaus genutzt.
Das Gebäude steht unter Denkmalschutz (siehe auch Liste der Baudenkmale in Ritterhude).

## Geschichte und Beschreibung
Das eingeschossige traufständige verklinkerte Gebäude mit ziegelgedecktem Walmdach mit drei Giebelgauben wurde 1921 für den Baumwollkaufmann Müller-Pearse als Ergänzung zu seiner Villa Buchenhof gebaut. Eingangsseitig mit Wagendurchfahrt kragt das Dach von dorischen Säulen getragen vor; hier ist der mittige Hauseingang. Das Wohnhaus umfasste Kutscherwohnung, Remise und Pferdestall sowie drei damals durch Kachelöfen beheizte Wagenräume. Neben dem Haus wurde ein kleines Gebäude für die Benzintanks und Toiletten errichtet. 2000 wurde die Villa mit dem Haus versteigert. 2012 war hier die Kinder- und Jugendhilfe des St. Theresienhauses in Vegesack. 2013 wurde das Haus erneut verkauft.
Der Eigentümer der Villa Buchenhof von 1906 am Holthorster Weg 59 war Heinrich Müller-Pearse (1873–1946), ein Bremer Baumwollkaufmann und Mitinhaber der Firma Albrecht, Müller Pearse (Baumwoll Im- und Export).  